# ملعب بيرو الوطني
ملعب وطني هو ملعب متعدد الاستخدام يقع في ليما عاصمة بيرو . غالبا ما يتم استخدامه لمباريات كرة القدم . يسع الملعب لجلوس 45,574 متفرج . يعتبر الملعب الرسمي الذي يخوض فيه منتخب بيرو مبارياته الدولية . تم افتتاح الملعب في 27 أكتوبر 1952 .